# Blickling
Blickling è un villaggio e una parrocchia civile nel distretto di Broadland nel Norfolk, in Inghilterra, a circa 1,5 miglia (2,4 km) a nord-ovest di Aylsham sulla strada B1354. Secondo il censimento del 2001 aveva una popolazione di 136 e copre 862 ettari (2.130 acri).  La maggior parte del paese si trova all'interno della Blickling Hall, che è gestita dal National Trust dal 1940.

## Edifici storici
La chiesa di Sant'Andrea (St Andrew's Church) si trova su un poggio vicino all'entrata di Blickling Hall. Vi è sepolto Sir Nicholas Dagworth. Degno di nota è il memoriale dedicato all'VIII marchese di Lothian, di George Frederic Watts.
Adiacente a Blickling Hall si trova lo storico pub The Buckinghamshire Arms. L'attuale edificio e il fienile sono stati costruiti nel XVIII secolo.

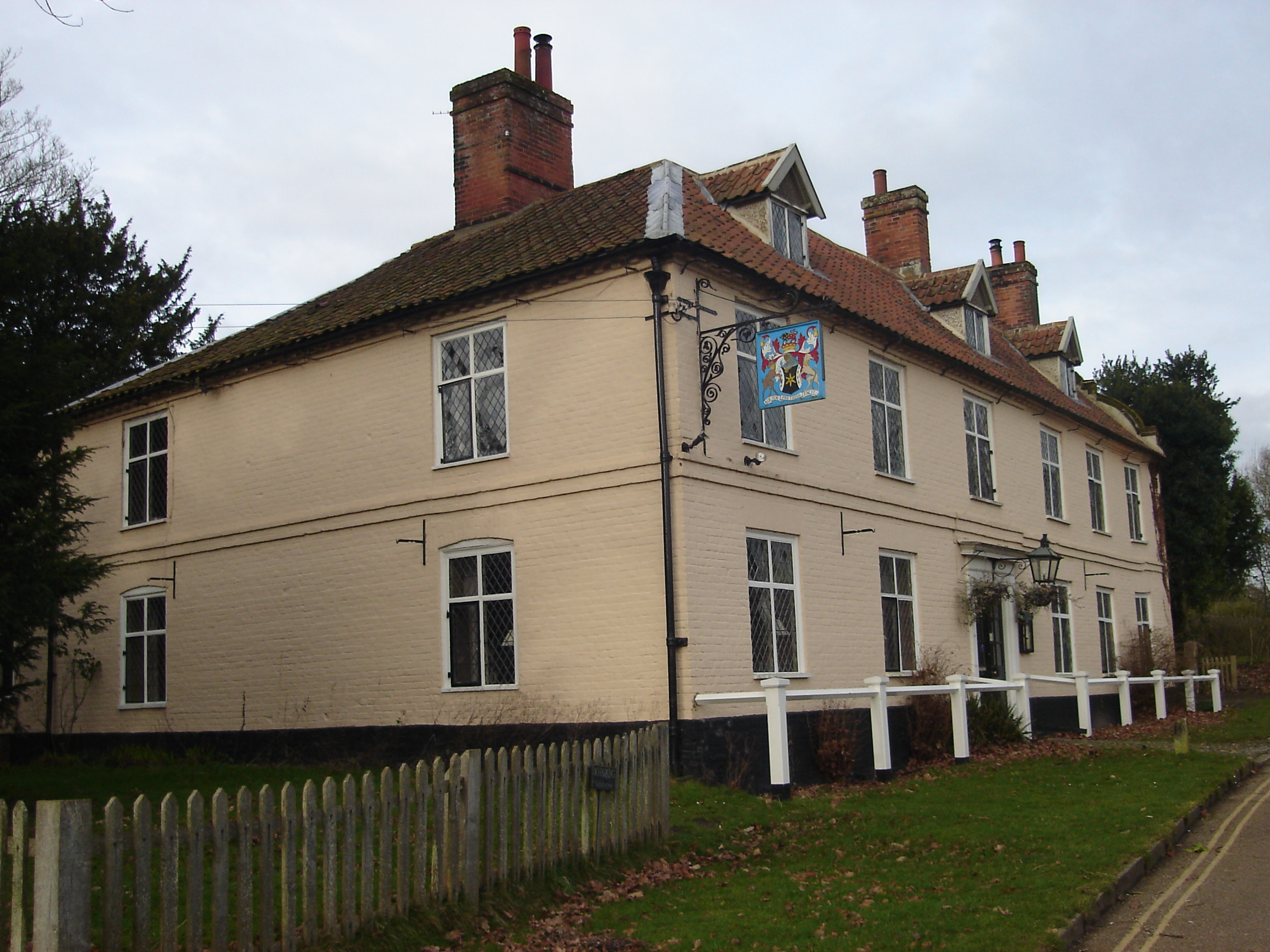
The Buckinghamshire Arms

A ovest della strada B1354 si trova Silvergate, un borgo con alcune case di paglia.
Flashpits Farmhouse si trova all'angolo sud est del parco a Ingworth Road, l'edificio in mattoni rossi è stato assorbito nella tenuta nel XVIII secolo.
Aylsham Old Hall risale al 1689. L'abitazione è costruita in mattoni rossi e la copertura in tegole ed è situata vicino alla strada B1354 ai margini di Aylsham.

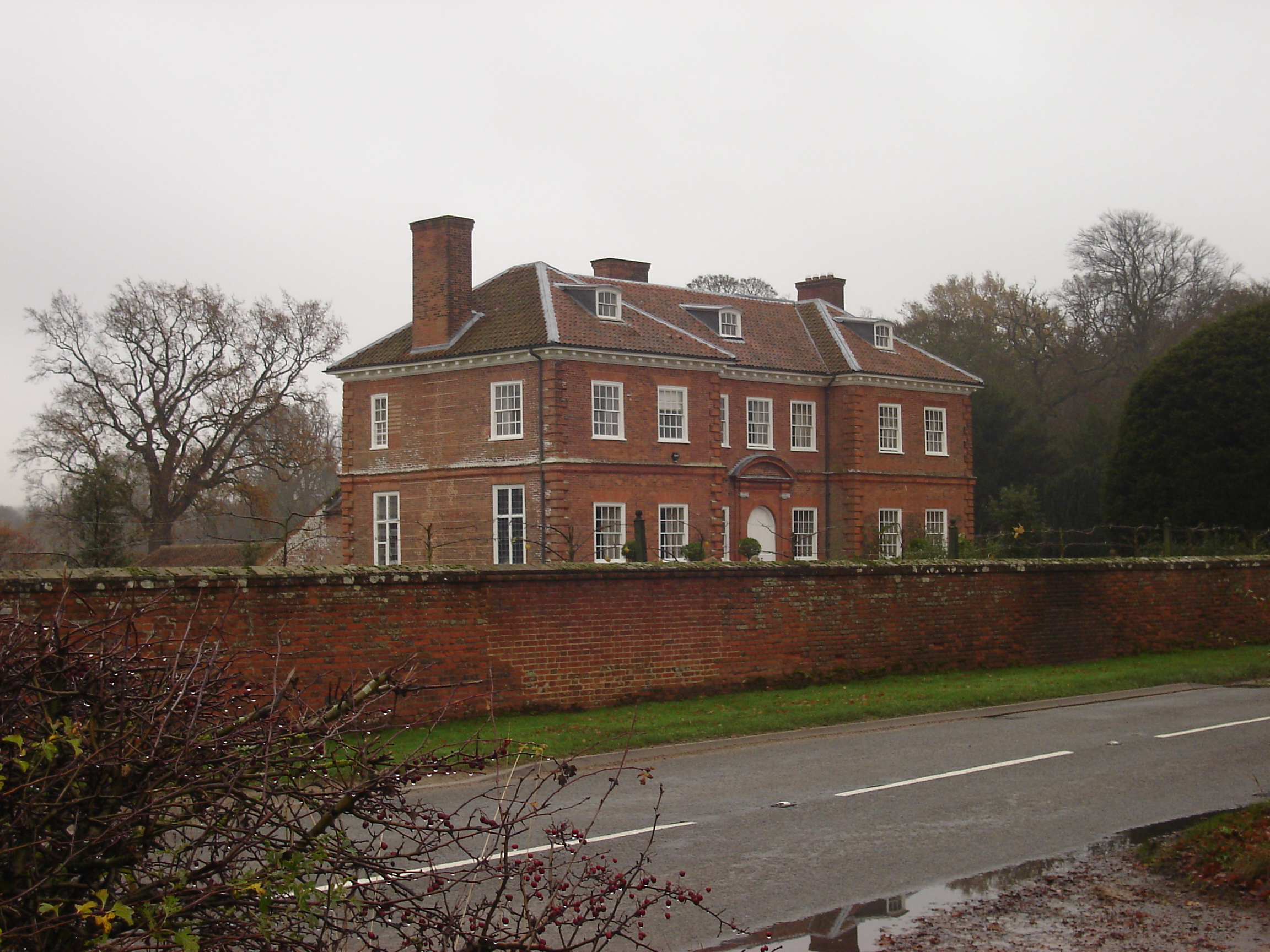
Aylsham Old Hall